# リュウグウノツカイ科
リュウグウノツカイ科（リュウグウノツカイか、学名：Regalecidae）は、アカマンボウ目の下位分類群の1つ。外洋に生息し、体は大きく細長い。温帯海域から熱帯海域にかけて分布するが、人の目に触れることは滅多にない。2属3種が分類されている。Regalecus glesne は全長約8mまで成長し、現存する最長の硬骨魚類である。
大型種はゲームフィッシュとされ、商業的に少量漁獲されているが、生きたまま捕獲されることは稀である。肉はゼラチン状であるため、食用としては評価されていない。
その体の大きさや希少性から、様々な伝説がある。病気などで弱った個体は海面に長く留まる習性があり、これがシーサーペントの元となっている可能性が高い。嵐の後などには浜に打ち上げられることから、不吉の前兆とされており、実際に2011年の東北地方太平洋沖地震の前年には複数匹が日本沿岸に打ち上がったため、リュウグウノツカイを地震の前触れとする風説があった。

## 分類と名称
Regalecus glesne は1772年に初めて記載された。R. glesne のミトコンドリアゲノムの解析により、系統学的位置が検証された。本科は形態学的にアカマンボウ目に分類される。R . glesne のミトコンドリアゲノムの解析により、テンガイハタおよびユキフリソデウオと近縁であることが判明した。

### 下位分類
2属3種が分類されている。
- Agrostichthys 属 Phillipps, 1924
  - アグロスティクティス Agrostichthys parkeri (Benham, 1904) (streamer fish)
- リュウグウノツカイ属 Regalecus Ascanius, 1772
  - Regalecus glesne (Ascanius, 1772) (Giant oarfish)
  - リュウグウノツカイ Regalecus russelii (Cuvier, 1816) (Russell's oarfish)

### 名称
英名の「Oarfish (オールの魚)」は、非常に圧縮された細長い体をオールに見立てた説や、長い腹鰭で水中を漕ぐように進むと考えられていたことに由来する説がある。学名はラテン語の「regalis (王室の)」に由来する。

## 形態
背鰭は目の上から始まり、尾鰭まで伸びている。背鰭には約400本の軟条がある。棘条は長く伸び、先端には赤みがかった膜質の付属物が存在する。腹鰭も長く、付属物があり、1-5軟条から成る。胸鰭は小さく、体の低い位置にある。臀鰭を持たず、尾鰭は小さく、体は細い尾に向かって先細りになっている。触れると電気を発するという報告もある。リュウグウノツカイと R. glesne は形態的に類似しているものの、リュウグウノツカイは背鰭条数が少なく、背鰭棘が3-6本、遊離棘が1本であるのに対し、R. glesne は背鰭棘が6-8本、遊離棘が5-11本ある。
アカマンボウ目の他種と同様に、口を突き出すことができる。体に鱗は無く、アグロスティクティスでは、皮膚は硬い突起で覆われている。リュウグウノツカイでは、腹部に数列の畝が並ぶ。鰾を持たず、鰓耙の数は種によって異なるが、リュウグウノツカイは R. glesne よりも多い。体色は銀色で、体には小さな黒い斑点がある。
R. glesne は全長8mに成長するが、全長11mと17mの未確認記録も存在しており、体重は270kgに達する。アグロスティクティスは全長3mに達し、リュウグウノツカイの最大全長は5.4mである。
頻繁に自切を行い、捕食回避の目的があると考えられる。捕獲された全長1.5m以上のリュウグウノツカイはすべて自切しており、尾を繰り返し自切する可能性があると考えられている。尾の先端近くで切断が起こる場合があり、尾鰭の一部のみが失われるか、尾椎が数個失われる。極端な場合には尾全体が失われる。傷は治癒するが、尾は再生しない。
カリフォルニアの海岸に打ち上げられた数匹のリュウグウノツカイから、骨化過剰が記録されている。体の背部全体にわたって、鰭を支える骨が存在する。尾の動きに対して脊椎を構造的に支える役割、激しい動きによって生じる可能性のある疲労骨折を防ぐ役割がある。多くの深海魚とは異なり、リュウグウノツカイには水深を維持するための鰾が無い。このため、リュウグウノツカイでは尾の動きが水深調節の主な手段となっていると考えられる。

## 分布と生息地

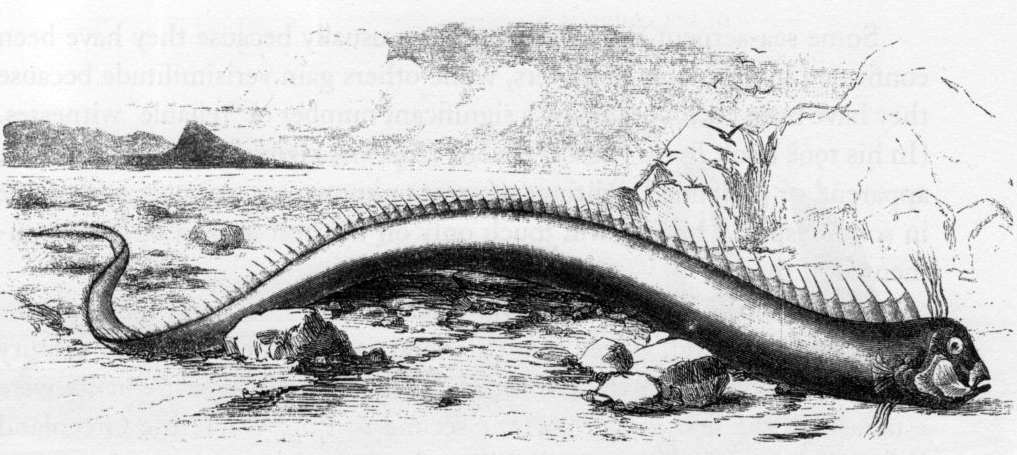
1860年にバミューダに打ち上げられた R. glesne。全長は4.9mで、当時はシーサーペントとされた。

世界中の熱帯、亜熱帯、温帯海域に分布する。アグロスティクティスは南半球の温帯域に分布し、リュウグウノツカイ属は世界中に分布する。日本近海からはリュウグウノツカイのみが知られ、各地の海岸に打ち上がっている。一般的には中深層に生息する。そのため生きた個体に人間が遭遇することは稀であり、分布情報は捕獲または海岸に打ち上げられた個体の記録から収集されている。
水深250mから1,000mの表層から中層に生息し、水面に現れることは稀である。その場合生きていることも少なく、通常は減圧により死んでしまう。深海には海流が少ないか存在しないため、筋肉はほとんど無く、流れの多い浅い水域では生き延びることができない。

## 生態

### 行動
その行動や生態については不明な点が多い。2001年には、生きた野生個体の様子が撮影された。バハマ諸島のブイの検査中に、米海軍の隊員のグループによって、全長1.5mほどの個体が発見された。体をまっすぐに保ったまま、背びれをリズミカルに波打たせて進んでいた。垂直方向に泳ぐ様子も観察されており、おそらく摂食のための姿勢であると考えられる。この姿勢では下からの光が獲物のシルエットを浮かび上がらせるため、獲物を見つけやすくなる。
2003年2月、イギリスのノース・ヨークシャー北部で、イカを餌にした釣りによって、体長3.3m、体重63.5kgの個体(おそらく R.glesne)が捕獲された。
2008年7月に科学者らは、メキシコ湾の中深層において、R. glesne が自然の生息地で泳ぐ映像を初めて撮影した。この個体は全長5-10mと推定された。2008年から2011年の間に、メキシコ湾北部の表層域と中深層域で、遠隔操作型の探査機によって健康な R. glesne が5回観察された。水深463-492mと、知られている中で最も深い場所からの記録が含まれている。2011年には、垂直姿勢での遊泳から、全身を横に波立たせて横向きの遊泳に切り替える様子が観察されている。探査機が接近しても逃走反応が少ないため、天敵が少ないという仮説を裏付けている。
2009年12月から2010年3月にかけて、日本近海や海岸に異常な数のリュウグウノツカイが出現した。2019年1月には沖縄本島の沖合で、2匹のリュウグウノツカイが網に入った。2024年8月時点で、カリフォルニア沿岸におけるリュウグウノツカイの目撃情報は1901年以来20件程度であった。2025年2月、バハ・カリフォルニア・スル州の浅瀬での目撃情報がビデオに記録された。2024年11月にはカリフォルニアの海岸に1匹が打ち上げられた。

### 食性
主に動物プランクトンを食べ、オキアミ、エビ、その他の小型甲殻類を選択的に捕食する。小魚、クラゲ、イカも捕食することが知られる。プランクトンなどの獲物を吸い込んで食べることが観察されている。

### 繁殖と成長

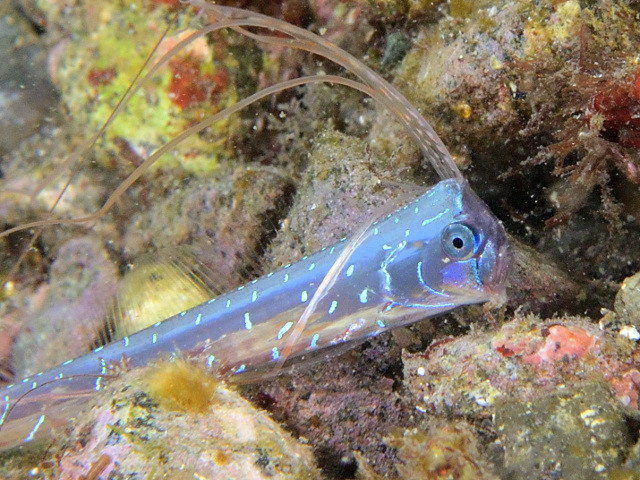
リュウグウノツカイの幼魚

R. glesne は回遊性があり、7月から12月にかけてメキシコ沖で産卵することが記録されている。すべての種は卵を守らず、直径6mm以下の明色の浮遊卵を放出し、動物プランクトンとなることが推定される。その生殖形態に基づき、一斉に産卵すると考えられている。1-2ヶ月続く繁殖期ごとに、生殖腺が長い退行期に入る前に、1回または複数回産卵する。
卵は約3週間後に孵化し、他の動物プランクトンを食べる活発な仔魚となる。仔魚は長い背鰭と腹鰭、伸びる口を持ち、成魚とは似ていない。仔稚魚は水面下を漂っている様子が観察されている。健康的な制御の場合、水面に現れることはほとんどない。成長するにつれてより深い水域まで潜っていくと考えられる。
2019年1月から2月にかけて、研究者らは打ち上げられた2匹の標本から採取した生殖腺を使って、リュウグウノツカイの人工授精と孵化に初めて成功した。孵化したばかりのリュウグウノツカイの仔魚は成魚に比べて体の構造が圧縮されているように見える。仔魚は主に胸鰭を使って泳ぎ、下を向き、口を常に開けていることが多い。頭のあたりに骨があり、鰭を持っていた。仔魚は孵化後4日で餓死した。
リュウグウノツカイの雌は卵巣が二股に分かれており、卵が産まれる前にその卵巣を通過する空洞がある。リュウグウノツカイの雄の精巣は消化管近くの体腔内にある。2つの独立した精巣があり、左側の精巣は右側の精巣よりも長い。雌1匹は数十万から数百万個の卵を産むことがある。卵は水柱に放出され、水中を自由に浮遊する。

### 天敵と寄生虫
2015年の研究では、寄生虫の伝播パターンとリュウグウノツカイの内臓の分析に基づいて、アオザメとマッコウクジラはリュウグウノツカイの捕食者である可能性が示された。

## 人との関わり
リュウグウノツカイは日本では地震の前兆となると言われている。その出現がその後の地震や津波といった災害と結び付けられていたため、「doomsday fish (終末の魚)」と呼ばれることもある。2009年と2010年には日本国内の海岸に20匹のリュウグウノツカイが打ち上げられたが、2011年に東日本大震災が甚大な被害をもたらしたのちに、日本では前年までのリュウグウノツカイの出現をこの災害の前兆と捉えた。2019年に発表された研究では、リュウグウノツカイの出現とその後の地震の関係はまったくの偶然であり、災害の前兆という風説は迷信とされた。